# Calypso (Ontario)
Pour les articles homonymes, voir Calypso (homonymie).
 (août 2024).
Calypso est un parc aquatique situé près de Limoges, au Canada et ouvert depuis le 7 juin 2010. Construit par Village Vacances Valcartier pour un budget de 45 millions de dollars canadien, il est le plus grand parc aquatique thématique au Canada,. Il se situe à 20 minutes d'Ottawa, la capitale du Canada et à 75 minutes de Montréal. Ce parc contient la plus grosse piscine à vagues du Canada,. 

## Historique

### Attraction à l'ouverture
- Calypso Palace (piscine à vagues)

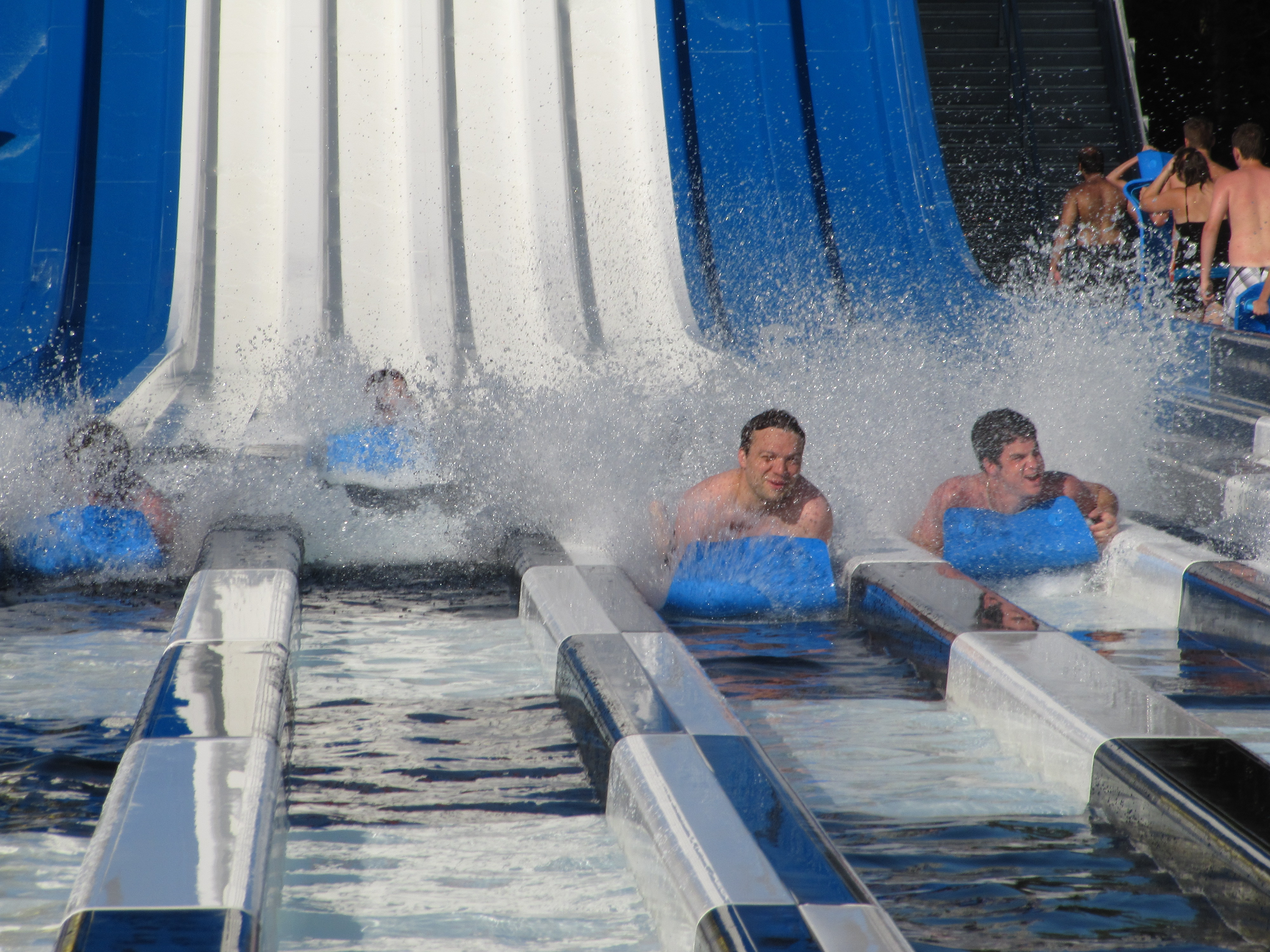
Fast Track

- Turbo Lab - Acid Test (bateau gonflable à deux personnes)
- Turbo Lab - Hot dip (glissade seule)
- Turbo Lab - Steamer (bateau gonflable à deux personnes)
- Turbo Lab - Frosty drop (glissade seule)
- Pirates Aquaplay (jeux d'eau)
- Fast Track (glissade seule)
- Adrenaline (glissade seule)
- Vertigo (glissade seule)
- Boomerango (bateau gonflable circulaire de quatre à six personnes)
- Canyon rafting (bateau gonflable circulaire de quatre à six personnes)
- Zoomerang (bateau gonflable à deux personnes)
- Turbulence (bateau gonflable à deux personnes)
- Black hole (bateau gonflable à deux personnes)
- Zoo lagoon (jeux d'eau et glissades pour jeunes enfants)
- Jungle Run (rivière aventure)

### 2011
En 2011 fut construit le Summit Tower, la plus grande tour autoportante en Amérique du Nord. Elle comprend 10 glissades, divisées en 3 catégories :
- Accelerators - Blue Rocket (bateau gonflable à deux personnes)
- Accelerators - Stroboscope (bateau gonflable à deux personnes)
- Accelerators - Orange Bobsleigh (bateau gonflable à trois ou quatre personnes)
- Accelerators - Toboggan Alley (bateau gonflable à trois ou quatre personnes)
- 2 Aqualoops (glissade seule)
- Family twister - Pig Tail (glissade seul)
- Family twister - Aqua Snake (glissade seul)
- Family twister - Mellow Yellow (glissade seul)
- Family twister - Twist & Shout (glissade seul)

### 2012
En août 2012, un nombre excessif de chlore dans la Calypso Palace a rendu malade 20 personnes, dont 13 personnes qui ont dû être transportés à l'hôpital. Plus tard dans la journée, une panne de courant à résulter à un autre nombre excessif de chlores, hospitalisant deux autres personnes. 
- Jungle Challenge (jeux d'agilité)

### 2013

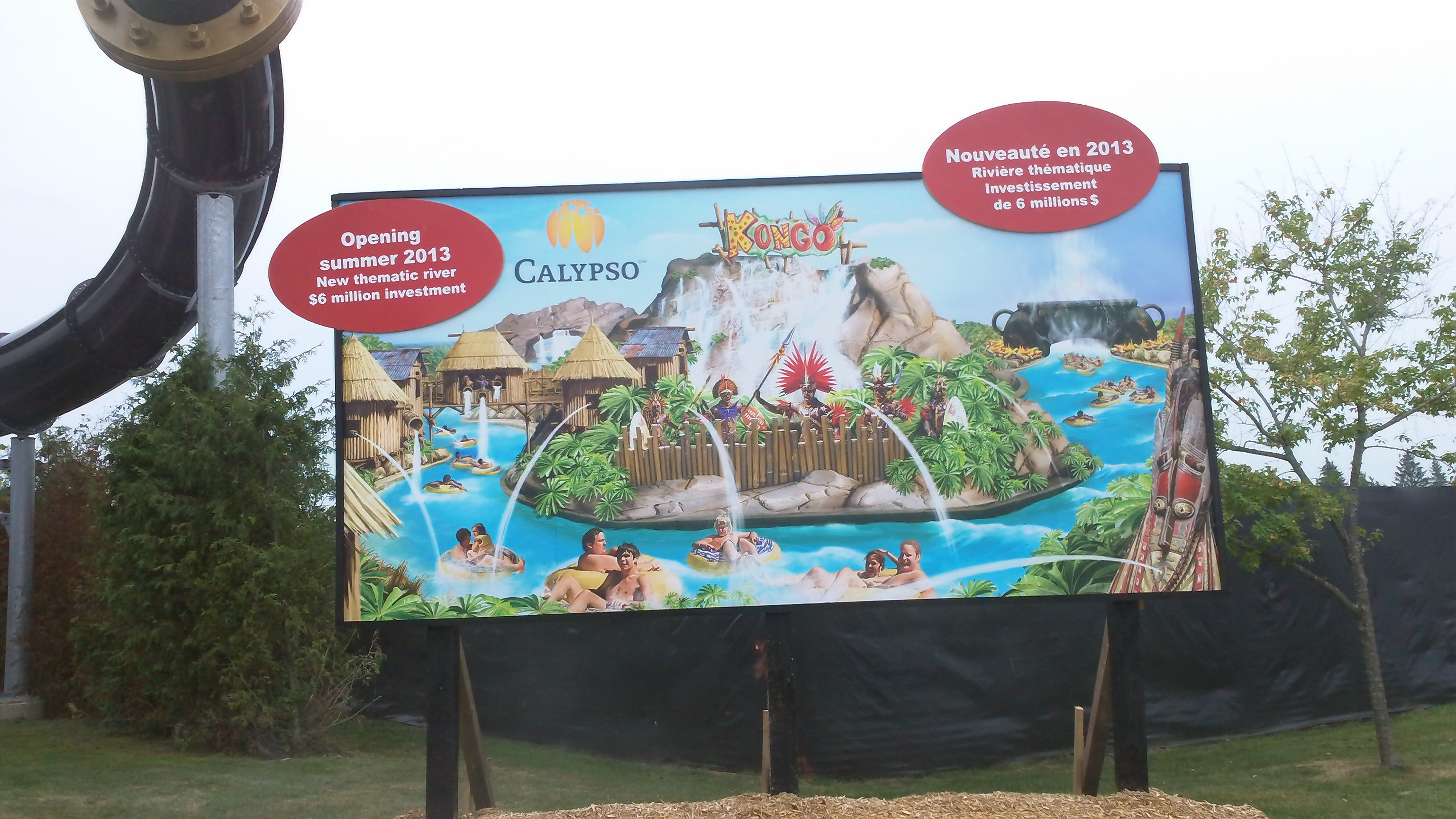
L'affiche de la nouvelle rivière thématique Kongo.

En 2013, Le parc ajoute une rivière aventure nommée Kongo, l'attraction présente un décor à thématique africaine.

### 2018
En 2018, le parc Calypso a ouvert une nouvelle section destinée aux enfants : Funtana. C'est un château fait en ciment qui comprend des obstacles, des jets d'eau et des jeux interactifs. Il est destiné aux enfants qui ont entre 5 ans et 10 ans.

## Restaurants
- Arrêt des pingouins (crèmerie)
- Paradice city bites (poulet)
- Bistro vent du sud (sandwich)
- Bar Hawaïen (bar)
- Kongo resto (resto-rapide)
- Tam tam (crèmerie)
- Food corner/ Caf (resto-rapide)
- sweet-treats (sweeterie)

## Restaurant rue principale (restauration rapide)
- Aire de pique-nique

## Sources
- Ladurantaye, Steve, Introducing the biggest outdoor water park in Canada, The Globe and Mail, 13 juin 2011, consulté en ligne le 10 août 2012.